# Christian Jacq

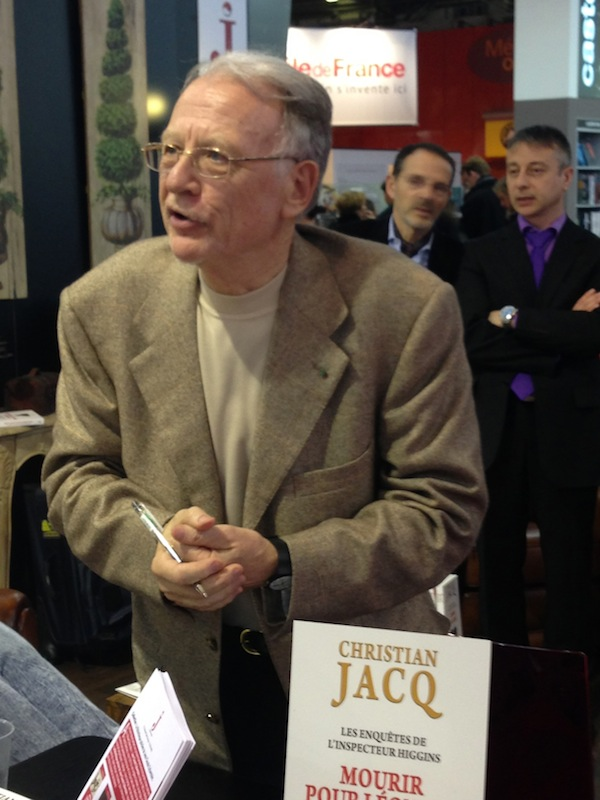
Christian Jacq

Christian Jacq (bij Parijs, 28 april 1947) is een Frans schrijver en egyptoloog.
Op jonge leeftijd raakte hij gefascineerd door het Oude Egypte. Hij las het boek History of Ancient Egyptian Civilization van Jacques Pirenne en besloot egyptoloog te worden. Ook wilde hij graag schrijven over Egypte. Op zijn achttiende had hij al acht boeken geschreven. 
Samen met zijn vrouw richtte hij het Institut Ramses op. Dit instituut wil alle historisch waardevolle sites in Egypte fotografisch vastleggen, zodat die voor het nageslacht bewaard blijven, terwijl ze anders voorgoed verloren zouden gaan.
Christian Jacq heeft een doctoraat in egyptologie aan de Sorbonne.
In Nederland is Christian Jacq bekend van de vijfdelige Ramses-serie. Hierin wordt, sterk geïdealiseerd overigens, het leven van farao Ramses II geportretteerd in romanvorm. De boeken van Jacq worden uitgegeven bij Luitingh-Sijthoff. Ook bekend is de trilogie De Rechter van Egypte en de vierdelige serie De Lichtsteen. In het Nederlands is ook het boek De Zwarte Farao uitgegeven. Via Element uitgevers verschenen De levende wijsheid van het oude Egypte (1999), Uit liefde voor Philae (2000) en De Zaak Toetanchamon (2001). Eveneens in 2001 verscheen bij uitgeverij Fintage Book Publishing Ontdekkingsreis door het oude Egypte.
Verder heeft hij ook verscheidene politieromans geschreven, maar deze werden verkocht onder de pseudoniemen J.B. Livingstone, Christopher Carter en Célestin Valois.